# Zin (Wüste)

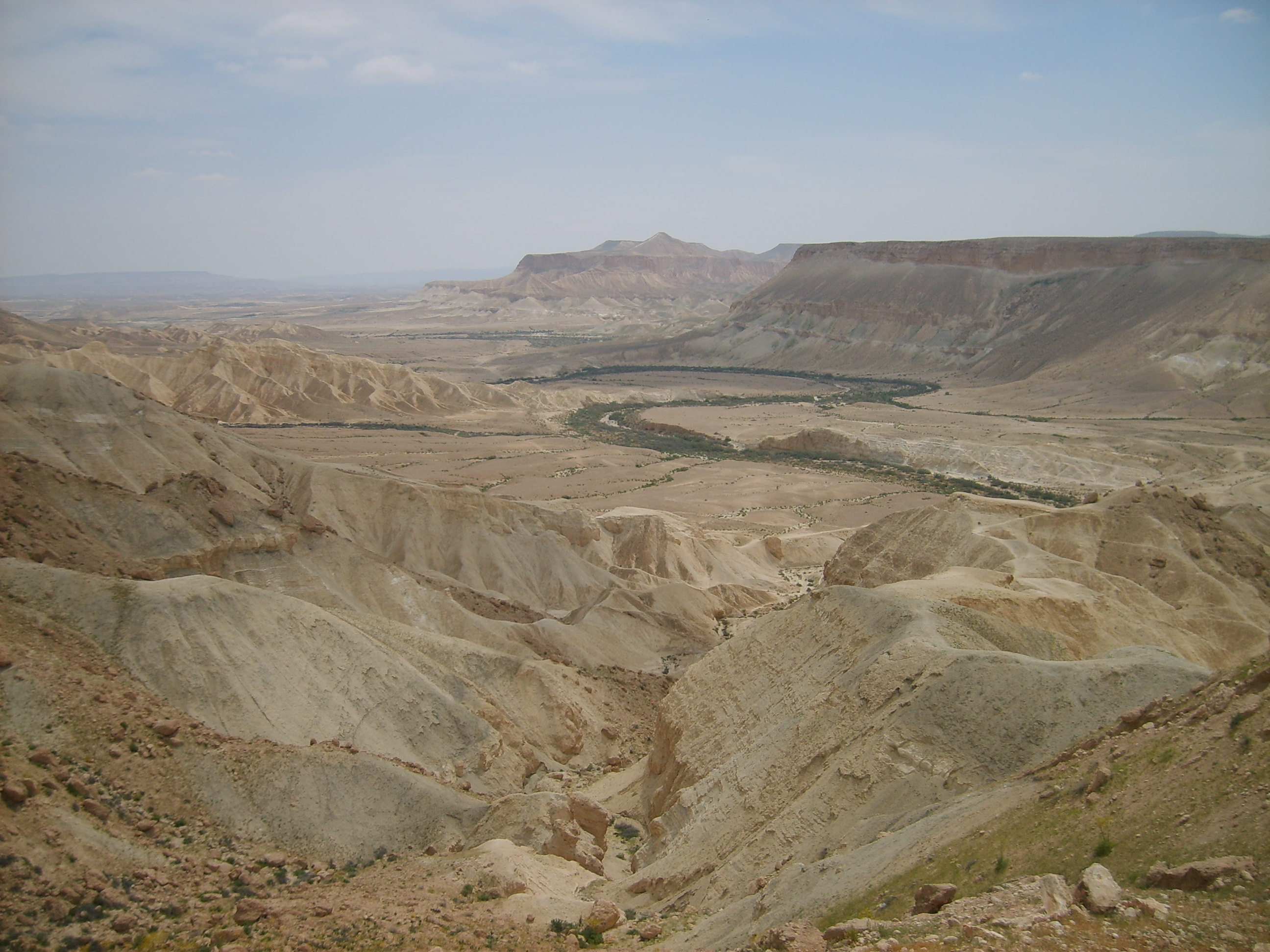
Blick von der Begräbnisstätte David Ben Gurions auf den Oberlauf des Nachal Zin

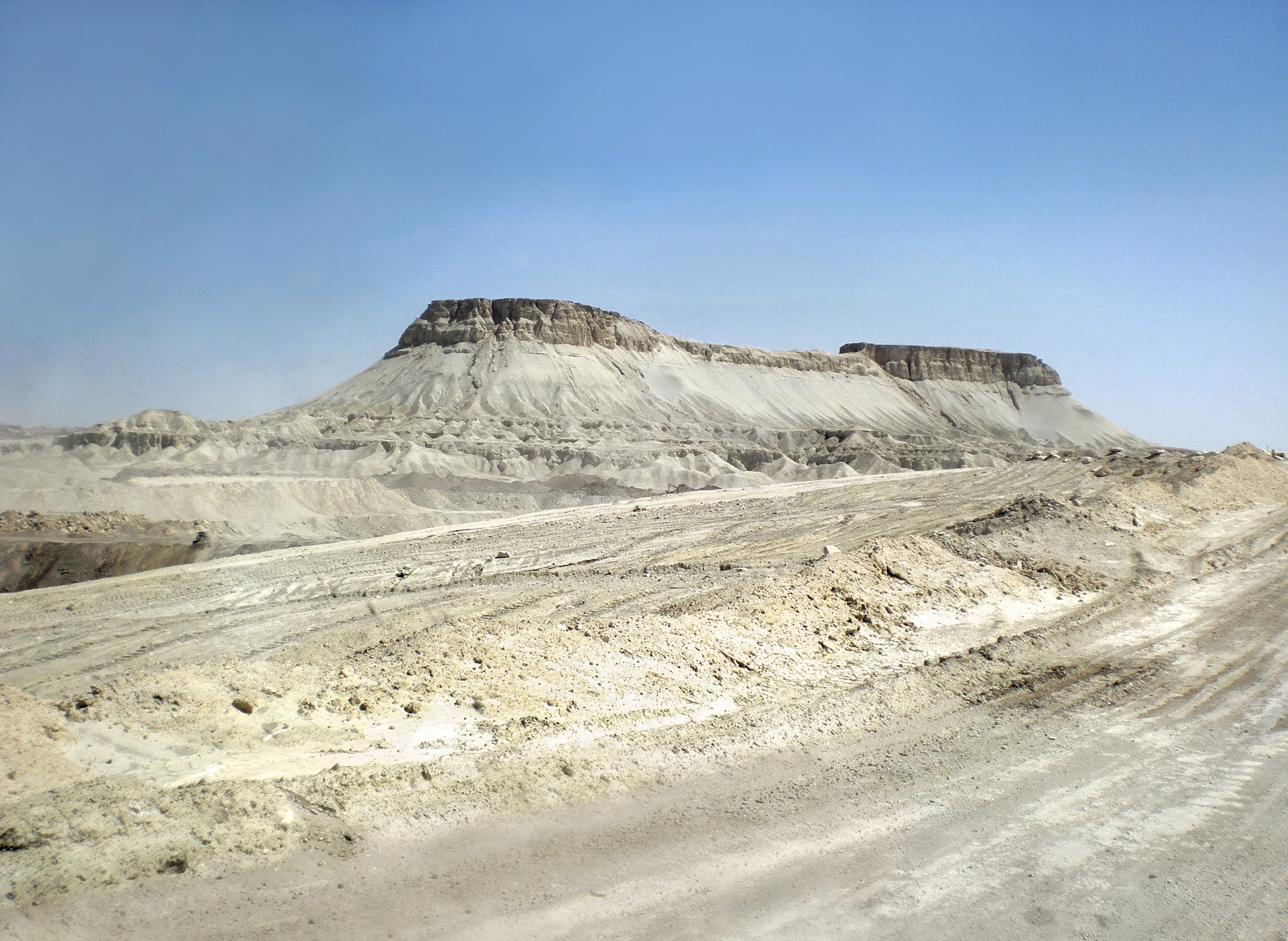
Har (Berg) Zin in der Wüste Zin, ringsherum intensiver Phosphatabbau

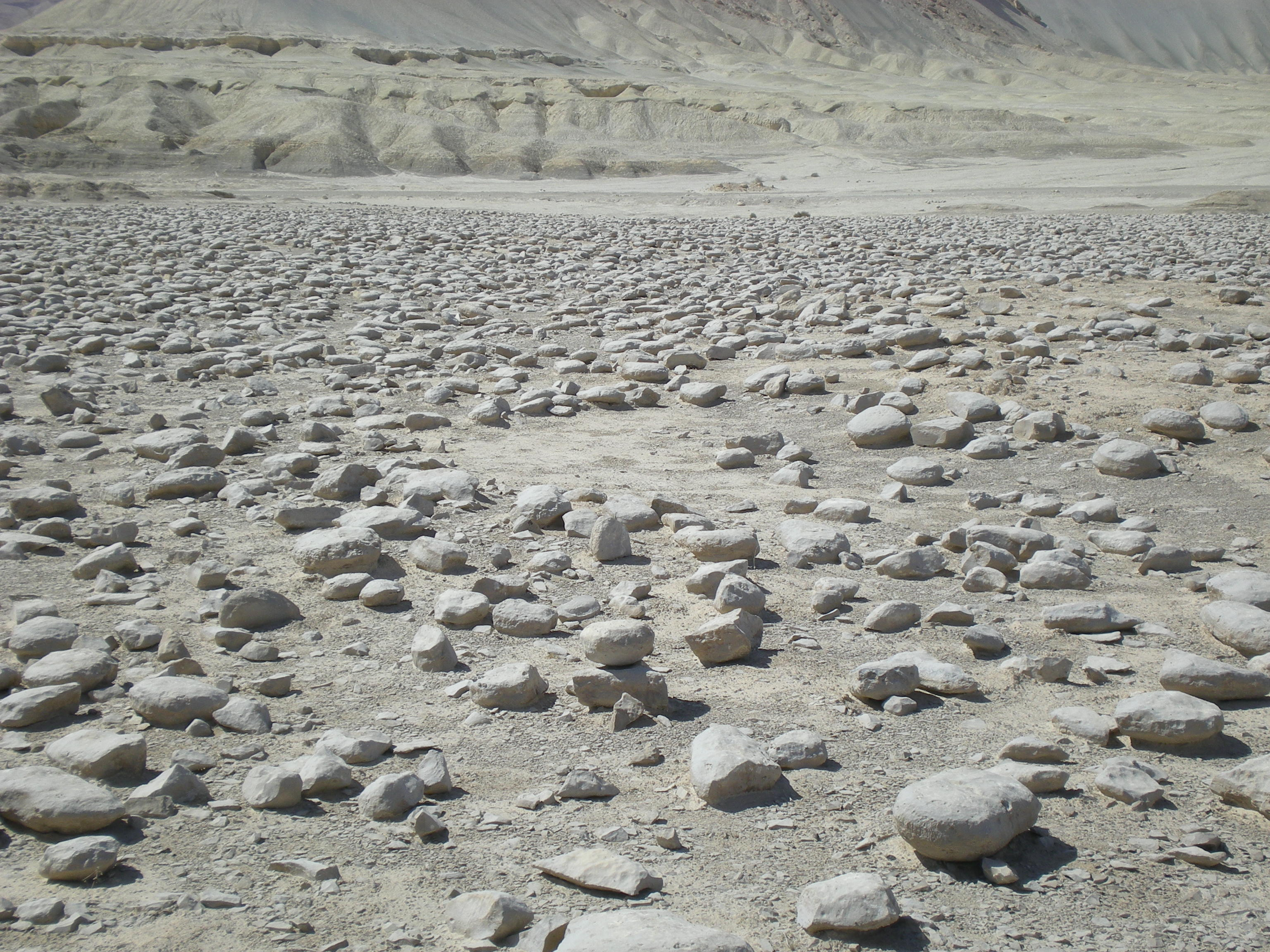
Unterhalb des Har Zin ein Areal, das einem Acker mit Riesenkartoffeln gleicht

Die Wüste Zin (hebräisch מדבר צין Midbar Tzin) ist eine Steinwüste im Negev in Israel. Entwässert wird dieses Gebiet in Richtung des Toten Meeres durch den Nachal Zin („Bach Zin“), arabischer Name: Wadi Murra, der nur zeitweise Wasser führt.
Das Gebiet der Wüste Zin ist kaum besiedelt. In der Gegend gibt es allerdings Phosphatvorkommen, die rund um den Har (Berg) Zin intensiv abgebaut werden. Für den Abtransport sind gesonderte, für den öffentlichen Verkehr gesperrte Pisten angelegt. Im Südosten, direkt unterhalb des Berges, dessen zwei Gipfel durch einen schmalen scharfen Grat verbunden sind, befindet sich ein großes Steinfeld, dessen runde Felsen in einem Reiseführer mit riesigen Kartoffeln verglichen werden.
Am Oberlauf des Nachal Zin befinden sich außerdem die Quellen von En Avdat und der Kibbuz Sede Boker, in dessen Nähe David Ben Gurion begraben ist.
Die Wüste Zin wird in der Bibel mehrfach erwähnt; das dort gemeinte Gebiet erstreckt sich allerdings erheblich weiter nach Westen. So soll Mose auf der Wanderung durch die Wüste Zin mit seinem Stock gegen einen Felsen geschlagen haben, aus dem dann Wasser für das durstige Volk floss (4. Buch Mose 20). Nach der Landnahme durch die Israeliten erhielt der Stamm Juda ein Gebiet, dessen Südgrenze in der Wüste Zin lag (Buch Josua 15,1). Auch bei der Auskundschaftung des Landes Kanaan durch das Volk Israel bedeutete die Wüste Zin die südliche Grenze (4. Buch Mose 13, 21).